# Jüdischer Friedhof (Gerolzhofen)

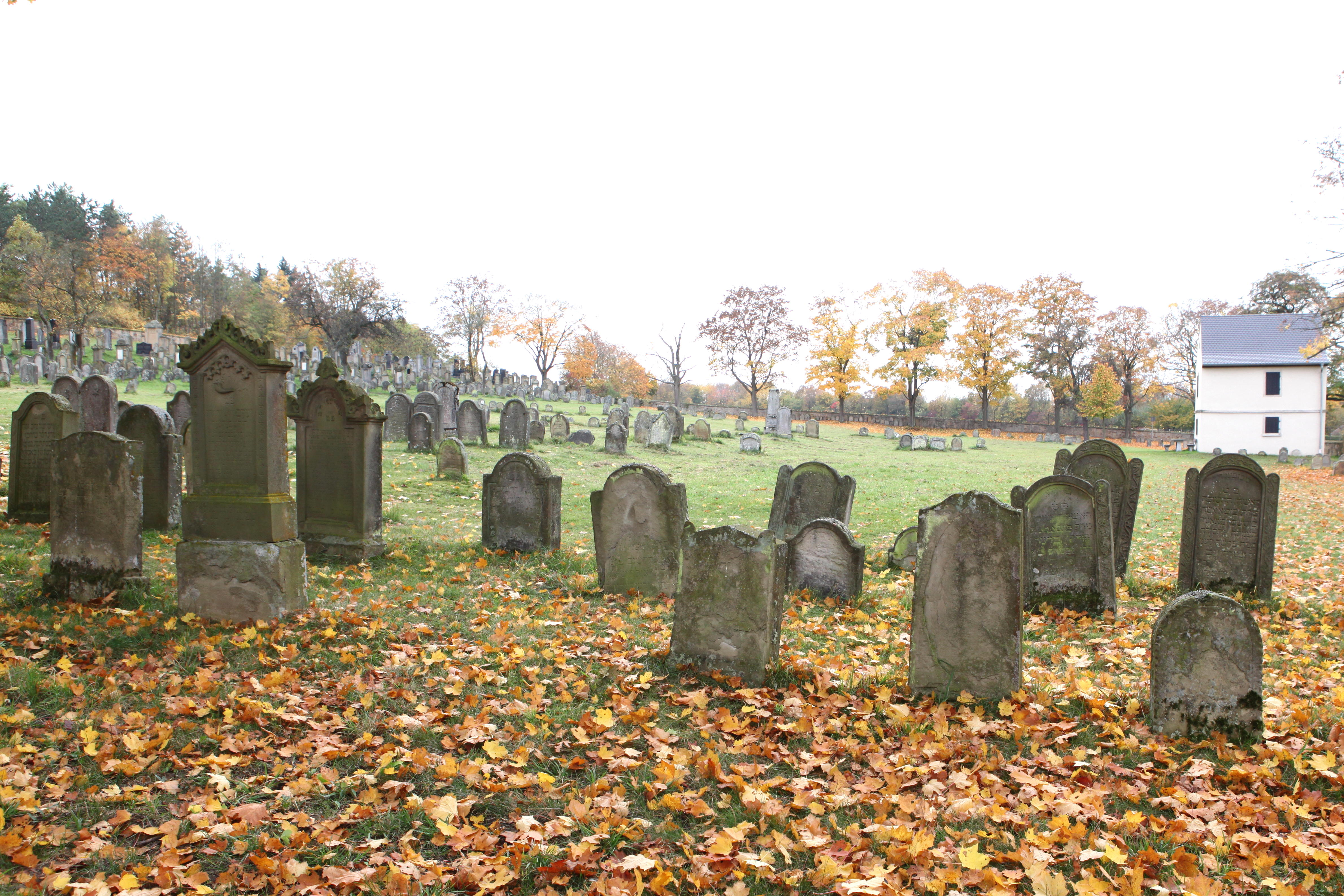
Jüdischer Friedhof in Gerolzhofen

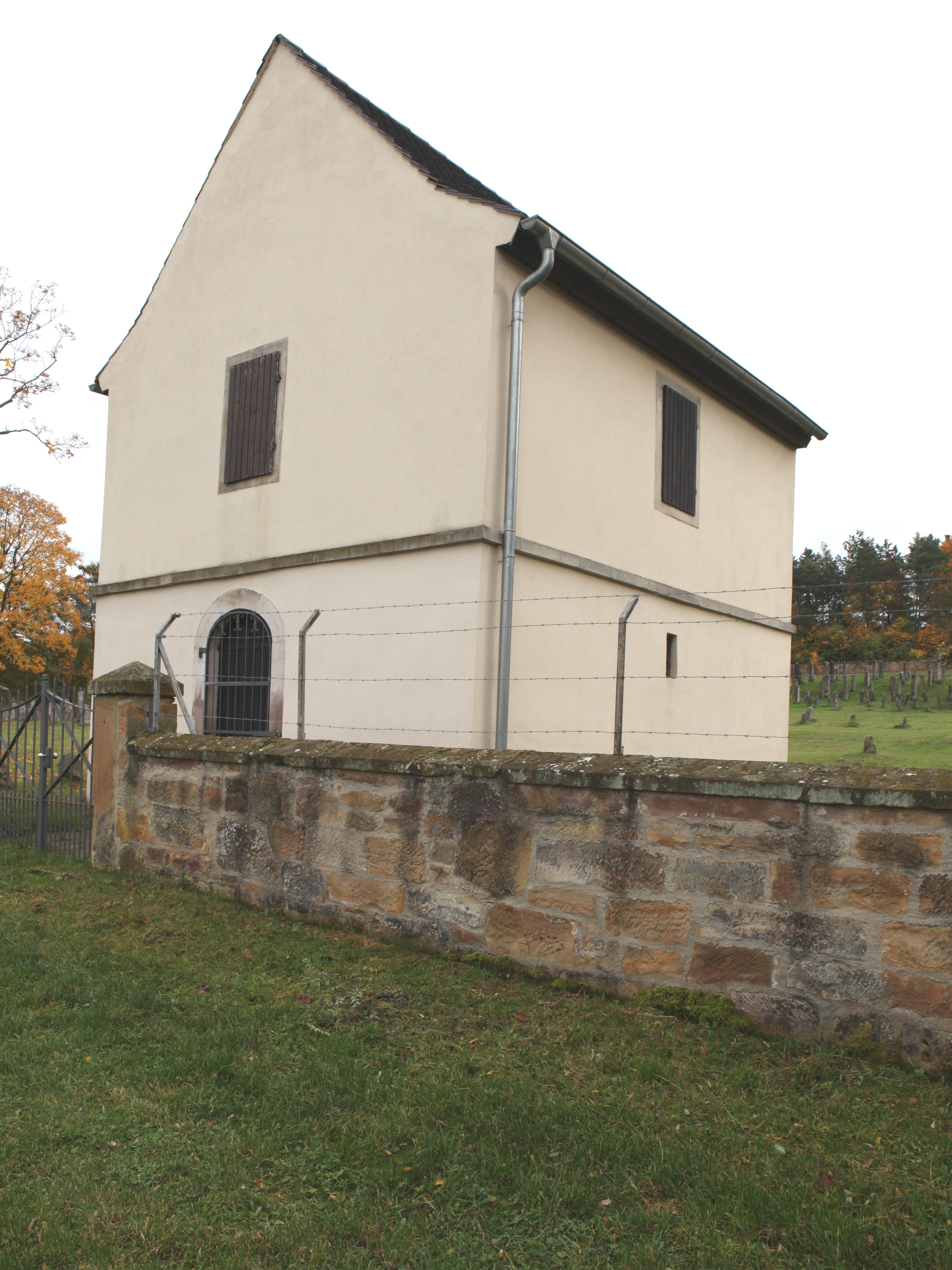
Taharahaus

Der Jüdische Friedhof Gerolzhofen ist ein jüdischer Friedhof in Gerolzhofen, einer Stadt im unterfränkischen Landkreis Schweinfurt.

## Geschichte
Der Friedhof entstand im Jahre 1639 einige hundert Meter östlich des Stadtrandes. Eine Chewra Kadischa (Beerdigungsbruderschaft) wurde 1715 gegründet. 1788 folgte eine Chewra Anoschim (Beerdigungsbruderschaft für Frauen). Der Friedhof hat im Lauf der Zeit mehrere Erweiterungen erfahren und es wurden auf ihm auch Juden umliegender Gemeinden bestattet.
In der Geschichte des Friedhofs kam es zu mehreren Schändungen: Im Jahr 1927 durch zwei NSDAP-Mitglieder und auch in den Jahren 1936 und 1938. Zuletzt wurden am 24. Januar 1999 NS-Symbole auf Mauer und Taharahaus gesprüht.

## Lage und Charakterisierung
Der Friedhof befindet sich am Stadtrand von Gerolzhofen an der B286.
Die drei Teile des Friedhofs entsprechen drei Belegungszeiträumen. Auf dem 120,35 Ar großen Friedhof sind in 44 Reihen 528 Verstorbene bestattet, von denen 250 namentlich zugeordnet werden können.